# Royale Union Tubize-Braine
 (septembre 2022).
La mise en forme du texte ne suit pas les recommandations de Wikipédia : il faut le « wikifier ».
Les points d'amélioration suivants sont les cas les plus fréquents. Le détail des points à revoir est peut-être précisé sur la page de discussion.
- Les titres sont pré-formatés par le logiciel. Ils ne sont ni en capitales, ni en gras.
- Le texte ne doit pas être écrit en capitales (les noms de famille non plus), ni en gras, ni en italique, ni en « petit »…
- Le gras n'est utilisé que pour surligner le titre de l'article dans l'introduction, une seule fois.
- L'italique est rarement utilisé : mots en langue étrangère, titres d'œuvres, noms de bateaux, etc.
- Les citations ne sont pas en italique mais en corps de texte normal. Elles sont entourées par des guillemets français : « et ».
- Les listes à puces sont à éviter, des paragraphes rédigés étant largement préférés. Les tableaux sont à réserver à la présentation de données structurées (résultats, etc.).
- Les appels de note de bas de page (petits chiffres en exposant, introduits par l'outil «  Source ») sont à placer entre la fin de phrase et le point final[comme ça].
- Les liens internes (vers d'autres articles de Wikipédia) sont à choisir avec parcimonie. Créez des liens vers des articles approfondissant le sujet. Les termes génériques sans rapport avec le sujet sont à éviter, ainsi que les répétitions de liens vers un même terme.
- Les liens externes sont à placer uniquement dans une section « Liens externes », à la fin de l'article. Ces liens sont à choisir avec parcimonie suivant les règles définies. Si un lien sert de source à l'article, son insertion dans le texte est à faire par les notes de bas de page.
- La présentation des références doit suivre les conventions bibliographiques. Il est recommandé d'utiliser les modèles {{Ouvrage}}, {{Chapitre}}, {{Article}}, {{Lien web}} et/ou {{Bibliographie}}. Le mode d'édition visuel peut mettre en forme automatiquement les références.
- Insérer une infobox (cadre d'informations à droite) n'est pas obligatoire pour parachever la mise en page.

Pour une aide détaillée, merci de consulter Aide:Wikification.
Si vous pensez que ces points ont été résolus, vous pouvez retirer ce bandeau et améliorer la mise en forme d'un autre article.
Maillots
Actualités
Dernière mise à jour : 16 octobre 2024.
La (Royale) Union Tubize Braine-le-Comte est un club de football belge, porteur du n° de matricule 5632 et qui évolue lors de la saison 2024-2025 en Division 1 ACFF. 
Ce club s'est constitué en fin de saison 2020-2021, laquelle est déclarée « blanche » (annulée) à cause de la Pandémie de Covid-19, par la fusion entre l'AFC Tubize (matricule 5632) et le Royal Stade Brainois (matricule 343) .

## Historique
- 1919 : fondation de CERCLE SPORTIF TUBIZIEN [4].
- 1922 : 25/08/1922, CERCLE SPORTIF TUBIZIEN s'affilie auprès de l'Union Royale Belge des Sociétés de Football Association (URSBSFA).
- 1925 : octobre 1925, CERCLE SPORTIF TUBIZIEN démissionne de l'URSBSFA [4].

PM: Le registre des matricules n'entre en œuvre qu'à partir de décembre 1926, c'est pour cela que ce premier "CS Tubizien" n'a jamais reçu de numéro de matricule.
- 1925 : 28/12/1925, reconstitution de CERCLE SPORTIF TUBIZIEN[4].
- 1926 : le 01/02/1926, affiliation de CERCLE SPORTIF TUBIZIEN à l'URBSFA. En décembre 1926, le club reçoit le ° de matricule 622. Jusqu'en 1967, le club évolue dans différentes combinaisons de couleurs mais tous les cas, le « rouge » est présent[4].
- 1926 : le 22/09/1926, le CLUB SPORTIF ESPERANCE TUBIZE s'affilie à l'URBSFA qui en décembre suivant lui attribue le n° de matricule 768. Jusqu'en 1945 ce club évolue en « vert et blanc » [4].
- 1946 : le 04/09/1946, CLUB SPORTIF ESPERANCE TUBIZE (768) change son appellation et devient FOOTBALL CLUB DE TUBIZE (762). À partir de ce moment, le club évolue en « vert et rouge » [4].
- 1950 : le 04/02/1950, FOOTBALL CLUB DE TUBIZE (762) démissionne de l'URBSFA. Le matricule 768 est radié[4].
- 1953 : le 02/02/1953, reconstitution d'un CLUB SPORTIF ESPERANCE TUBIZE qui s'affilie à l'URBSFA, le 09/06/1953 et se voit attribuer le n° de matricule 5632 Jusqu'en 1967, le club reprend les couleurs « vert et blanc » [4].
- 1967 : le 01/07/1967, CLUB SPORTIF ESPERANCE TUBIZE (5632) fusionne avec CERCLE SPORTIF TUBIZIEN (622) pour former FOOTBALL CLUB TUBIZE (5632). Le club choisit les couleurs « rouge et jaune » [4].
- 1974 : le 01/05/1974, fondation de AMIS RÉUNIS TUBIZE [4].
- 1976 : le 18/06/1976, AMIS RÉUNIS TUBIZE s'affilie à l'URBSFA de lui attribue le n° de matricule 8424. Ce cercle opte pour les couleurs « rouge et jaune » [4].
- 1990 : le 01/07/1990 FOOTBALL CLUB TUBIZE (5632) fusionne avec AMIS RÉUNIS TUBIZE (8424) pour former ASSOCIATION FOOTBALL CLUBS TUBIZE (5632). NB: Il est parfois signalé 1990 comme date de fondation de AFC TUBIZE (5632); cette assertion est inexacte : selon les règlements fédéraux, un club nouvellement créé doit entamer sa carrière sportive au "bas de l'échelle" à savoir ici la 4e division provinciale du Brabant; ce ne fut pas le cas. De plus, le club aurait reçu un numéro matricule proche de 9211[4] .
- 2021 : le 01/07/2021, ASSOCIATION FOOTBALL CLUBS TUBIZE (5632) fusionne avec ROYAL STADE BRAINOIS (343) pour former (ROYALE) UNION TUBIZE BRAINE-LE-COMTE (5632).

### Grandes étapes depuis la fusion de 1990
- 1990 : champion de Provinciale 3 (montée en P2)[5]
- 1992 : champion de Provinciale 2 (montée en P1)[5]
- 1993 : champion de Provinciale 1 (montée en Promotion)[5]
- 1996 : vainqueur du tour final de Promotion (montée en D3)[5]
- 1997 : relégation de D3 (descente en Promotion)[5]
- 1999 : vainqueur du tour final de Promotion (montée en D3)[5]
- 2003 : champion de D3 (montée en D2)[5]
- 2004 : participation au tour final de D2[5]
- 2008 : vainqueur du tour final de D2 et montée en Division 1 pour la saison 2008-2009. (Jupiler league)[5].
- 2009 : relégation en Division 2, malgré quelques coups d'éclat dont le match nul 1-1 contre le Royal Sporting Club Anderlecht devant 9 000 personnes (affluence record).
- 2014 : Sportizen, leader du marketing sportif en Corée du Sud, décide d'investir dans l'AFC Tubize.
- 2019 : AFC Tubize doit descendre en D1 Amateur. C'est la première fois depuis 16 ans que le matricule 5632 se retrouve au 3e niveau hiérarchique.
- 2021 : AFC Tubize fusionne avec le R. Stade Brainois. L'équipe A continue au stade Leburton de Tubize. L'entité fait de la formation son cheval de bataille au sein du Centre de Formation « CDF343 » (nombre choisit car il était le matricule du Stade Brainois). Réparti sur les sites de Tubize, de Braine-le-Comte (Sans Fond et Poseur) et d'Écaussinnes, Le CDF 343 regroupe près de 500 jeunes à partir de la catégorie « U6 ».

## Identité du club

### Évolution du blason

Évolution du logo
Logo de 1990 à novembre 2014

## Palmarès et statistiques
Statistiques mises à jour le 3 décembre 2024 (terme de la saison 2023-2024)

### Palmarès
- 1 fois Champion de Division 3 en 2003.

### Bilan
| Niv | Divisions     | Jouées | Titres | TM Up | TM Down |
| --- | ------------- | ------ | ------ | ----- | ------- |
| I   | 1re nationale | 1      | 0      |       |         |
| II  | 2e nationale  | 15     | 0      | 2     | 3       |
| III | 3e nationale  | 6      | 1      |       |         |
| IV  | 4e nationale  | 9      | 0      | 4     |         |
| V   | 5e nationale  | 0      | 0      |       |         |
|     |               |        |        |       |         |
|     | TOTAUX        | 31     | 1      | 6     | 3       |

- TM Up : test-match pour départager des égalités, ou toutes formes de Barrages ou de Tour final pour une montée éventuelle.
- TM Down : test-match pour départager des égalités, ou toutes formes de Barrages ou de Tour final pour le maintien.

### Classements saison par saison
| Ordre | Saison  | Nom du club         | Niveau             | Classement final | Remarques                                   |
| ----- | ------- | ------------------- | ------------------ | ---------------- | ------------------------------------------- |
| 1     | 1993-94 | AFC Tubize          | Promotion série D  | 6e/16            |                                             |
| 2     | 1994-95 | AFC Tubize          | Promotion série B  | 5e/16            | Tour final                                  |
| 3     | 1995-96 | AFC Tubize          | Promotion série D  | 2e/16            | Promu via tour final                        |
| 4     | 1996-97 | AFC Tubize          | Division 3 série A | 15e/16           | Relégué                                     |
| 5     | 1997-98 | AFC Tubize          | Promotion série B  | 5e/16            | Tour final                                  |
| 6     | 1998-99 | AFC Tubize          | Promotion série D  | 2e/16            | Promu via tour final                        |
| 7     | 1999-00 | AFC Tubize          | Division 3 série B | 6e/16            |                                             |
| 8     | 2000-01 | AFC Tubize          | Division 3 série B | 8e/16            |                                             |
| 9     | 2001-02 | AFC Tubize          | Division 3 série B | 4e/16            |                                             |
| 10    | 2002-03 | AFC Tubize          | Division 3 série B | 1er/16           | Champion et promu                           |
| 11    | 2003-04 | AFC Tubize          | Division 2         | 4e/18            | Tour final                                  |
| 12    | 2004-05 | AFC Tubize          | Division 2         | 6e/18            |                                             |
| 13    | 2005-06 | AFC Tubize          | Division 2         | 12e/18           |                                             |
| 14    | 2006-07 | AFC Tubize          | Division 2         | 9e/18            |                                             |
| 15    | 2007-08 | AFC Tubize          | Division 2         | 2e/19            | Promu via tour final                        |
| 16    | 2008-09 | AFC Tubize          | Division 1         | 17e/18           | Relégué                                     |
| 17    | 2009-10 | AFC Tubize          | Division 2         | 15e/19           |                                             |
| 18    | 2010-11 | AFC Tubize          | Division 2         | 8e/18            |                                             |
| 19    | 2011-12 | AFC Tubize          | Division 2         | 12e/18           |                                             |
| 20    | 2012-13 | AFC Tubize          | Division 2         | 9e/18            |                                             |
| 21    | 2013-14 | AFC Tubize          | Division 2         | 6e/18            |                                             |
| 22    | 2014-15 | AFC Tubize          | Division 2         | 8e/18            |                                             |
| 23    | 2015-16 | AFC Tubize          | Division 2         | 4e/17            |                                             |
| 24    | 2016-17 | AFC Tubize          | Division 1B        | 5e/8             | Play-down                                   |
| 25    | 2017-18 | AFC Tubize          | Division 1B        | 8e/8             | Play-down                                   |
| 26    | 2018-19 | AFC Tubize          | Division 1B        | 8e/8             | Relégué                                     |
| 27    | 2019-20 | AFC Tubize          | D1 Amateur         | 15e/16           | Relégué                                     |
| 28    | 2020-21 | AFC Tubize          | Division 2 ACFF    | N/A              | saison annulée en raison du Covid-19        |
| 29    | 2021-22 | R. Union Tubize BLC | Division 2 ACFF    | 4e/16            |                                             |
| 30    | 2022-23 | R. Union Tubize BLC | Division 2 ACFF    | 3e/16            |                                             |
| 31    | 2023-24 | R. Union Tubize BLC | Division 2 ACFF    | 3e/16            | Promu grâce à la réforme de la Nationale 1. |
| 32    | 2024-25 | R. Union Tubize BLC | Nationale 1 ACFF   | .../12           |                                             |

## Personnalités du club

### Entraîneurs
De la saison 1990-1991 au Championnat de Belgique de football D2 2015-2016, 13 entraîneurs connus se sont succédé à la tête de l'AFC Tubize.
| Rang | Nom                     | Période   |
| ---- | ----------------------- | --------- |
| 1    | Théo Buelinckx          | 1990-2002 |
| 2    | Philippe Saint-Jean     | 2002-2004 |
| 3    | Patrick Wachel          | 2004      |
| 4    | Enzo Scifo              | 2004-2006 |
| 5    | André Laus (intérim)    | 2006      |
| 6    | Philippe Saint-Jean (2) | 2006-2008 |
| 7    | Albert Cartier          | 2008-2009 |
| 8    | Felice Mazzu            | 2009-2010 |
| 9    | Mwinyi Zahera (intérim) | 2010      |
| 10   | Dany Ost                | 2010-2011 |

| Rang | Nom                     | Période             |
| ---- | ----------------------- | ------------------- |
| 11   | Laurent Demol (intérim) | 2011-2012           |
| 12   | Dante Brogno            | 2012-2014           |
| 13   | Samba Diawara (intérim) | 2014                |
| 14   | Colbert Marlot          | 2015-2016           |
| 15   | Thierry Goudet          | 2016-août 2016      |
| 16   | Régis Brouard           | sep. 2016-avr. 2017 |
| 17   | Kim Eun-jung (intérim)  | 2017                |
| 18   | Sadio Demba             | depuis mai 2017     |

### Joueurs célèbres
- Quinton Fortune
- Walter Baseggio
- Yves Buelinckx
- Grégory Dufer
- Christophe Lepoint
- Alan Haydock
- Grégoire Neels
- Amara Diané
- Jérémy Perbet
- Mamadou Diallo